# 羅曼·希羅科夫
羅曼·希羅科夫（俄语： Роман Николаевич Широков，1981年7月6日—），是一位俄羅斯足球運動員，在場上司職防守型中場。曾由俄超球隊辛尼特外借至卡斯洛達，亦代表俄羅斯國家隊參賽。